# Certidão de ônus reais
A Certidão de Ônus Reais é um documento emitido pelo registros de imóveis e informa se há alguma restrição à fruição de propriedade de um imóvel. Tal certidão declara, por exemplo, se o imóvel está hipotecado ou penhorado.
Também conhecida por outros nomes, como por exemplo: Certidão de Propriedade, Matrícula do Imóvel, Certidão de Inteiro Teor ou Certidão de Registro.
Além da finalidade citada no início, esta certidão também serve para fins de comprovação dos dados e da propriedade do imóvel.
Nela constam informações como localização da propriedade, metragem, proprietários atuais, transmissões, escritura que a compra e venda teve origem, benfeitorias, averbações e demais informações que possam conter junto ao livro de registro do Cartório.
A Certidão de Ônus Reais contém os dados do imóvel e dos proprietários e informa se há algum ônus que recaia sobre o imóvel, por exemplo, se o imóvel foi dado como garantia em um financiamento, se há uma promessa de compra e venda registrada no imóvel etc.
É a principal certidão a ser apresentada para a efetivação da transação imobiliária, pois é possível verificar quem é o proprietário e se há algum ônus ou gravame a exemplo de uma penhora ou hipoteca; pode ser Negativa (quando não há ônus) ou Positiva (quando há ônus). São solicitadas, por exemplo, pelos bancos para realizarem contratos de financiamento e pelos Tabelionatos de notas para elaborar e celebrar escrituras.

Atualmente, com a modernização dos governos nos últimos anos, é possível realizar o procedimento de emissão de certidões de imóveis em todo o Brasil a partir da internet, esse procedimento possui um custo que é pago diretamente aos cartórios a partir de sistemas integrados. A certidão de ônus reais do imóvel é um formato de certidão de imóvel que pode ser solicitado pela internet.